# Trigonopterus arachnobas
Trigonopterus arachnobas – gatunek chrząszcza z rodziny ryjkowcowatych i podrodziny krytoryjków.
Gatunek ten opisany został po raz pierwszy w 2019 roku przez Alexandra Riedela na łamach „ZooKeys”. Współautorem publikacji jest Raden Pramesa Narakusumo. Jako miejsce typowe wskazano górę Karre w miejscowości Rantepao w Tanah Toraja na terenie prowincji Celebes Południowy. Epitet gatunkowy pochodzi od rodzaju Arachnobas, który chrząszcz ten przypomina.
Chrząszcz o ciele długości 2,98–3,04 mm, ubarwionym czarno z żółtawymi czułkami oraz ciemnordzawymi odnóżami i ryjkiem. Zarys ciała jest prawie jajowaty. Długi ryjek ma po stronie grzbietowej listewkę środkową i parę listewek przyśrodkowych. Epistom jest niezmodyfikowany. Przedplecze ma na powierzchni gęsto rozmieszczone, grube punkty, a między nimi jest siateczkowane i zmarszczone. Pokrywy mają mocno wgłębione rzędy i wyniesione międzyrzędy. Powierzchnia pokryw ma punkty opatrzone krótkimi, półwzniesionymi szczecinkami. Odnóża są wydłużone, mają nieząbkowane uda o skórzastej powierzchni przedniej i zaopatrzone w słabo zaznaczone listewki przednio-brzuszne. Tylna para ud ma łatę elementów strydulacyjnych przed wierzchołkiem. Genitalia samca cechują się 2,4 raza dłuższą od prącia apodemą, zaś samym prąciem o bokach prawie równoległych w nasadowej połowie, zbieżnych w wierzchołkowej ⅓ i tam formujących długi i zakrzywiony wyrostek zwrócony ku dołowi.
Ryjkowiec ten zasiedla ściółkę lasów górskich. Spotykany był na wysokości 1420–1460 m n.p.m.
Owad ten jest endemitem indonezyjskiej wyspy Celebes. Znany jest tylko z prowincji Celebes Południowy.